# Veiszer Alinda
Veiszer Alinda (Budapest, 1980. december 12. –) magyar televíziós szerkesztő-műsorvezető, újságíró.

## Életpályája
A Gödöllői Református Líceumban érettségizett, majd a Szegedi Tudományegyetem kommunikáció–német szakán diplomázott. A Klubrádióban és a Rádió Caféban szerezte meg első szakmai tapasztalatait. 
A Magyar Televízió nézői 2004-ben ismerhették meg a Riporter kerestetik című műsorból. Később Az Este és a Kultúrház is stábja is beválogatta a riporterei közé.
Eredetileg színésznek készült, ami végül nem kerülte el teljesen, így szerepelt például Jancsó Miklós Ede megevé ebédem című filmjében, Pelsőczy Réka a Katona József Színházban bemutatott Rendhagyó Záróra című darabjában és Hollósi Frigyes partnereként a Pécsi Országos Színházi Találkozón is. 
2005-ben a Miért? történelmi magazin vezetésére kérték fel, de házigazdája volt később a Nyugat 100 vetélkedő és a Radnóti 100 éve műveltségi sorozatoknak is. 
Országos ismertséget a Záróra című műsorral szerzett – a köztévé késő esti portrésorozatában 2006-tól 2011 tavaszáig interjúvolta vendégeit. Hatszáz beszélgetése közül 2010-ben harmincat könyvben is megjelentetett, majd 2012-ben még 18 új interjút is készített, amely csak nyomtatásban jelent meg.
2013 decemberében Bridge Generáció címmel publikált riportkönyvet a Ustream, a Prezi és a LogMeIn sikeréről.
2015 szeptemberében debütált a Hír TV-n új, saját nevével fémjelzett műsora, az Alinda. Ebben hetente négyszer közéleti-kulturális témákban szólította meg a művészvilág, tudomány, kultúra és sport elismert szereplőit. Emellett olyan fiatal értelmiségieket is bemutatott a sorozatban, akik szakmájukban már sikeresek, de a hazai média még nem fedezte fel őket.
2018 áprilisában a 2018-as választások után a Hír TV megszüntette Alinda műsorát.
2019. február 9-étől a szlovák közmédia napközben magyar nyelven sugárzó rádiócsatornáján, a Pátria Rádión indult műsora, mely szombatonként volt hallható. 2020 áprilisa és júliusa között az ATV reggeli műsorának műsorvezetője volt, ahonnan önként távozott. 2022 februárjában bejelentette, hogy távozik a Pátria Rádiótól.

### Magánélete
Férje László Pál újságíró, két gyermekükkel Budapesten élnek.

## Művei
- Záróra – Harminc őszinte beszélgetés; Alexandra Kiadó, Bp., 2010
- Ráadás – 18 új beszélgetés; Alexandra Kiadó, Bp., 2012
- Bridge generáció – Álmokból üzletet: Prezi, Ustream, LogMein; Kossuth Kiadó Zrt., Bp., 2013

## Díjai
- 2007 Legjobb női közszereplő - Nők a Médiában Egyesület
- 2008 Junior Prima Díj - Magyar Sajtó kategóriában
- 2009 Story Érték Díj
- 2009 Bossányi Katalin-díj
- 2010 Prima Primissima díj
- 2012 Akadémiai Újságírói Díj
- 2013 A Tehetség Nagykövete